# Mesnil-Saint-Nicaise
Mesnil-Saint-Nicaise é uma comuna francesa na região administrativa de Altos da França, no departamento de Somme. Estende-se por uma área de 6,8 km². Em 2010 a comuna tinha 565 habitantes (densidade: 83,1 hab./km²).